# Esacene
L'esacene è un composto organico con formula C26H16. Appartiene alla classe degli aceni ed è costituito da sei anelli benzenici condensati in linea. In condizioni normali è un solido verde scuro molto reattivo, ma insolubile in acqua e scarsamente solubile in solventi organici.

## Sintesi
La prima sintesi dell'esacene fu descritta nel 1939 da E. Clar, che ottenne il composto per deidrogenazione del 5,16-diidroesacene: 
Successivamente sono state descritte altre sintesi più efficienti. Ad esempio fu ottenuto da 1,2 dimetilencicloesano e 2,3-dimetilendecalina o per decarbonilazione fotochimica di un dichetone precursore:

## Struttura

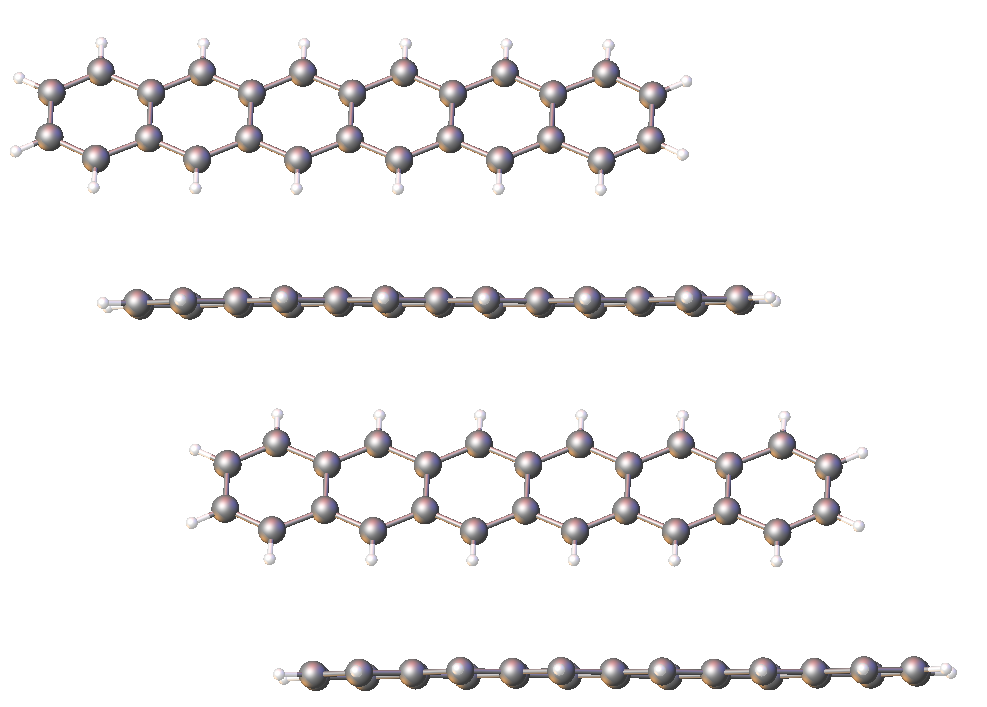
Impacchettamento delle molecole di esacene nella struttura cristallina.

Allo stato solido l'esacene cristallizza nel sistema triclino, gruppo spaziale P1, con costanti di reticolo a = 709 pm,  b = 610 pm, c = 1840 pm, α = 102,7°, β = 112,3°, γ = 83,6°, con due molecole per cella elementare. La struttura cristallina risulta molto simile a quella a quella dell'omologo inferiore pentacene, con solo un allungamento dell'asse c per dare spazio all'anello in più.

## Applicazioni
L'esacene e suoi derivati sono studiati per le loro proprietà di semiconduttori nell'elettronica organica.